# Bulbophyllum pipio
Bulbophyllum pipio es una especie de orquídea epifita  originaria de África. 

## Descripción
Es una orquídea de pequeño tamaño, con hábitos epifita con una separación de 0,5-1,25 cm entre cada pseudobulbo, de forma ovoide, con 3 a 4 ángulos que llevan una sola hoja, apical, erecta,, estrechamente lanceolada a linear, aguda, estrechándose gradualmente abajo en la base peciolada. Florece en el otoño en una inflorescencia basal, erecta, coriácea, cilíndrica comprimida, glabra, de 1-6,5 cm  de largo, con  4 a 25  flores con fragancia o no, abriéndose al mismo tiempo o no.

## Distribución y hábitat
Se encuentra en  Sierra Leona, Ghana, Costa de Marfil, Nigeria y Camerún en los bosques de manglares y las tierras bajas.  

## Taxonomía
Bulbophyllum pipio fue descrita por Heinrich Gustav Reichenbach y publicado en Linnaea 41: 92. 1877.
Etimología
Bulbophyllum: nombre genérico que se refiere a la forma de las hojas que es bulbosa.
pipio: epíteto
Sinonimia
- Bulbophyllum milesii Summerh.
- Phyllorchis pipio (Rchb. f.) Kuntze
- Phyllorkis pipio (Rchb.f.) Kuntze[3][4]